# Leptopteromyia peruae
Leptopteromyia peruae är en tvåvingeart som beskrevs av Martin 1971. Leptopteromyia peruae ingår i släktet Leptopteromyia och familjen rovflugor.
Artens utbredningsområde är Peru. Inga underarter finns listade i Catalogue of Life.